# F.C. De Kampioenen 2: Jubilee General
F.C. De Kampioenen 2: Jubilee General is een Vlaamse film uit 2015 die een vervolg is op de film F.C. De Kampioenen: Kampioen zijn blijft plezant en op de Vlaamse televisieserie F.C. De Kampioenen. De titel verwijst naar het 25-jarig jubileum van De Kampioenen.

## Verhaal
Na een jarenlange gevangenisstraf wordt DDT vrijgelaten. De voormalig garagist loopt praktisch meteen Boma tegen het lijf en weet hem door middel van een spelletje kaart al zijn bezittingen afhandig te maken. Dit zorgt ervoor dat de eeuwigdurende vete tussen DDT en De Kampioenen weer hoog oploopt. Intussen reizen Marc en Xavier naar Thailand om Oscar terug te halen voor het jubileum.

## Rolverdeling

### Hoofdrollen
| Acteur              | Personage             |
| ------------------- | --------------------- |
| Marijn Devalck      | Balthasar Boma        |
| Danni Heylen        | Pascale De Backer     |
| An Swartenbroekx    | Bieke Crucke          |
| Ann Tuts            | Doortje Van Hoeck     |
| Loes Van den Heuvel | Carmen Waterslaeghers |
| Johny Voners        | Xavier Waterslaeghers |
| Herman Verbruggen   | Marc Vertongen        |
| Carry Goossens      | Oscar Crucke          |
| Tuur De Weert       | Maurice de Praetere   |
| Ben Rottiers        | Pol De Tremmerie      |
| Jacques Vermeire    | Dimitri De Tremmerie  |
| Jaak Van Assche     | Fernand Costermans    |
| Niels Destadsbader  | Ronald Decocq         |
| Machteld Timmermans | Goedele Decocq        |

### Bijrollen
| Acteur            | Personage                        |
| ----------------- | -------------------------------- |
| Billie Verbruggen | Paulien Vertongen                |
| Luk D'Heu         | Freddy Van Overloop              |
| Sven De Ridder    | De Witte                         |
| Gert Hulleman     | Joop                             |
| Vera Puts         | Mien                             |
| Ludo Hellinx      | cipier                           |
| Guga Baúl         | gevangene                        |
| Xander De Rycke   | gevangene                        |
| Gunter Lamoot     | gevangene                        |
| Liesa Naert       | Chouchou (meisje in de Pussycat) |
| Jits Van Belle    | Bijou (meisje in de Pussycat)    |
| Guido De Craene   | ambulancier                      |
| Mark Smith        | kapitein                         |
| Louis Talpe       | redder bij helikopter            |
| Marc Coucke       | cameo                            |

## Productieverloop

### Eerste ontwikkelingen
Bij een setbezoek tijdens de laatste opnamedagen van de eerste film lieten verschillende acteurs verstaan dat er mits voldoende succes een tweede film in zit, op voorwaarde dat de hele groep weer meewerkt en het scenario goed zit. Marijn Devalck gaf echter aan met acteren te stoppen en noemde de kans op een tweede film onbestaande. In een interview enkele weken voor de release van de film had ook An Swartenbroekx het over een definitief einde. Ook Danni Heylen zei dat dit het einde van de Kampioenen zou betekenen. In augustus 2014 werd duidelijk dat men toch bezig was met een verhaal voor de tweede film. De scenaristen van de eerste film schrijven opnieuw het verhaal. Producer Erik Wirix zei dat Er plannen op tafel liggen voor een tweede Kampioenen-film maar dat de bal in het kamp van de VRT ligt. Begin september gaf de VRT uiteindelijk groen licht voor de tweede film. De opnames zouden in de zomer van 2015 starten.

### Verdere ontwikkelingen
In september werd gezegd dat voormalige hoofdpersonages Oscar en DDT zouden terugkeren. Jacques Vermeire toonde snel interesse om terug te keren, ook Carry Goossens maakte in oktober bekend dat hij zou terugkeren. Begin oktober werd bevestigd dat Jan Verheyen deze film zou regisseren. Daarmee wou de productie mikken op een sterke nieuwe prent en niet op een simpele sequel. Daarnaast zouden er opnames in Sri Lanka plaatsvinden en zou de meidengroep The Championettes terugkeren voor deze film. Uiteindelijk werd om logistieke redenen beslist om in Thailand te filmen.

### Opnames
Op 10 mei 2015 zijn de opnames gestart in Thailand. Acteurs Herman Verbruggen, Johny Voners en Carry Goossens draaiden een week opnames. Vanaf 1 juni 2015 werden er opnames gedraaid in België. Er werd onder andere gedraaid in Reet in een zelfopgebouwde kantine, in de AED Studios te Lint, in Vollezele, in de Broederschool in Sint-Niklaas, in Overmere en in Elzele. De opnames werden op 17 juli 2015 afgerond, er werd wel nog één dag gedraaid op 11 augustus 2015.

### Promotie en première
In juli verscheen reeds de affiche van de tweede film, eind augustus verscheen de allereerste trailer. Op 20 oktober 2015 ging de film in avant-première in Kinepolis in Antwerpen. Van 21 tot 27 oktober 2015 ging men langs bioscoopzalen in Hasselt, Genk, Gent, Kortrijk, Brugge, Roeselare, Geraardsbergen, Mechelen, Turnhout, Brussel, Aalst en Sint-Niklaas om de film te promoten. Voor deze tour werden er meer dan 25.000 tickets verkocht. Vanaf 28 oktober startten de reguliere vertoningen. Op 2 november werd bekendgemaakt dat de teller voor de film al op meer dan 148.000 betalende bioscoopbezoekers stond, wat binnen die tijdspanne een Belgisch record is. In de derde week hadden al bijna 500.000 mensen de film gezien. De film haalde uiteindelijk 678.065 bezoekers en komt zo op plaats 9 van de meest bezochte Vlaamse films.

## Prijzen
Op het gala van de gouden K's 2015 op 17 januari 2016 heeft F.C. De Kampioenen 2: Jubilee General de prijs gewonnen in de categorie "Bioscoopfilm van het jaar".

## Trivia
- De Britse kapitein van het schip dat containers Bomaworsten vervoert, werd gespeeld door Mark Smith, in het echte leven de  toenmalige echtgenoot van Ann Tuts.
- Acteur Guido De Craene, die ambulancier speelde, is de echtgenoot van An Swartenbroekx.